# Olympische Sommerspiele 2024/Volleyball (Halle)/Qualifikation
Für die olympischen Volleyballturniere 2024 in der Halle in Paris können sich bei Frauen und Männern jeweils zwölf Mannschaften qualifizieren. Ein Team besteht aus zwölf Athleten, sodass insgesamt 288 Athleten an den Start gehen können. Der französischen Delegation steht als Gastgeber ein Startplatz in beiden Turnieren zu. Für alle anderen Nationen gibt es die Möglichkeit, sich über Qualifikationsturniere zu qualifizieren, die im Herbst 2023 ausgetragen werden. Weitere fünf Nationen erhalten einen Quotenplatz über die Weltrangliste mit Stand vom 17. Juni 2024 (Frauen) bzw. 24. Juni 2024 (Männer).

## Übersicht
| Nation                  | Männer | Frauen | Quotenplätze |
| ----------------------- | ------ | ------ | ------------ |
| Ägypten                 | X      |        | 1            |
| Argentinien             | X      |        | 1            |
| Brasilien               | X      | X      | 2            |
| China                   |        | X      | 1            |
| Deutschland             | X      |        | 1            |
| Dominikanische Republik |        | X      | 1            |
| Frankreich              | X      | X      | 2            |
| Italien                 | X      | X      | 2            |
| Japan                   | X      | X      | 2            |
| Kanada                  | X      |        | 1            |
| Kenia                   |        | X      | 1            |
| Niederlande             |        | X      | 1            |
| Polen                   | X      | X      | 2            |
| Serbien                 | X      | X      | 2            |
| Slowenien               | X      |        | 1            |
| Türkei                  |        | X      | 1            |
| Vereinigte Staaten      | X      | X      | 2            |
| Gesamt: 17 NOKs         | 12     | 12     | 24           |

## Männer

### Übersicht
| Qualifikationswettbewerb            | Datum                           | Ort            | Plätze | Qualifizierte Teams |
| ----------------------------------- | ------------------------------- | -------------- | ------ | ------------------- |
| Gastgeber                           | 13. September 2017              | Lima           | 1      | Frankreich          |
| Olympisches Qualifikationsturnier 1 | 30. September – 8. Oktober 2023 | Rio de Janeiro | 2      | Deutschland         |
| Olympisches Qualifikationsturnier 1 | 30. September – 8. Oktober 2023 | Rio de Janeiro | 2      | Brasilien           |
| Olympisches Qualifikationsturnier 2 | 30. September – 8. Oktober 2023 | Tokio          | 2      | Vereinigte Staaten  |
| Olympisches Qualifikationsturnier 2 | 30. September – 8. Oktober 2023 | Tokio          | 2      | Japan               |
| Olympisches Qualifikationsturnier 3 | 30. September – 8. Oktober 2023 | Xi’an          | 2      | Polen               |
| Olympisches Qualifikationsturnier 3 | 30. September – 8. Oktober 2023 | Xi’an          | 2      | Kanada              |
| Weltrangliste                       | 24. Juni 2024                   | —              | 5      | Slowenien           |
| Weltrangliste                       | 24. Juni 2024                   | —              | 5      | Italien             |
| Weltrangliste                       | 24. Juni 2024                   | —              | 5      | Argentinien         |
| Weltrangliste                       | 24. Juni 2024                   | —              | 5      | Serbien             |
| Weltrangliste                       | 24. Juni 2024                   | —              | 5      | Ägypten             |
| Gesamt                              | Gesamt                          | Gesamt         | 12     | 12                  |

### Olympische Qualifikationsturniere

#### Teilnehmer
Folgende Nationen konnten sich über die Weltrangliste mit Stand vom 12. September 2022 eine Teilnahme an den Qualifikationsturnieren sichern. Die besten 24 Nationen sind dabei. Es fehlten Gastgeber Frankreich, das einen Quotenplatz bereits sicher hatte, und die russische Mannschaft, die aufgrund des russischen Überfalls auf die Ukraine ausgeschlossen war.
| Polen (1)                                                | Italien (2)     | Brasilien (4)    | Vereinigte Staaten (6) | Japan (7)        | Argentinien (8) |
| Slowenien (9)                                            | Iran (10)       | Serbien (11)     | Kuba (12)              | Niederlande (13) | Türkei (14)     |
| Kanada (15)                                              | Ukraine (16)    | Deutschland (17) | Mexiko (18)            | Tunesien (19)    | Ägypten (20)    |
| Belgien (21)                                             | Tschechien (22) | Bulgarien (23)   | Finnland (24)          | Katar (25)       | China (26)      |
| *Weltranglistenposition (12. September 2022) in Klammern |                 |                  |                        |                  |                 |

#### Gruppen
Die Auslosung der Gruppen fand am 17. März 2023 statt. Brasilien (Gruppe A), Japan (Gruppe B) und China (Gruppe C) haben als Ausrichternationen der jeweiligen Turniere ein Heimrecht. Es qualifizieren sich jeweils die zwei bestplatzierten Teams. Folgende Mannschaften wurden einander zugelost:
| Gruppe A    | Gruppe B           | Gruppe C    |
| ----------- | ------------------ | ----------- |
| Brasilien   | Japan              | China       |
| Italien     | Vereinigte Staaten | Polen       |
| Iran        | Slowenien          | Argentinien |
| Kuba        | Serbien            | Niederlande |
| Ukraine     | Türkei             | Kanada      |
| Deutschland | Tunesien           | Mexiko      |
| Tschechien  | Ägypten            | Belgien     |
| Katar       | Finnland           | Bulgarien   |

## Frauen

### Übersicht
| Qualifikationswettbewerb            | Datum                    | Ort    | Plätze | Qualifizierte Teams     |
| ----------------------------------- | ------------------------ | ------ | ------ | ----------------------- |
| Gastgeber                           | 13. September 2017       | Lima   | 1      | Frankreich              |
| Olympisches Qualifikationsturnier 1 | 16. – 24. September 2023 | Ningbo | 2      | Dominikanische Republik |
| Olympisches Qualifikationsturnier 1 | 16. – 24. September 2023 | Ningbo | 2      | Serbien                 |
| Olympisches Qualifikationsturnier 2 | 16. – 24. September 2023 | Tokio  | 2      | Türkei                  |
| Olympisches Qualifikationsturnier 2 | 16. – 24. September 2023 | Tokio  | 2      | Brasilien               |
| Olympisches Qualifikationsturnier 3 | 16. – 24. September 2023 | Łódź   | 2      | Vereinigte Staaten      |
| Olympisches Qualifikationsturnier 3 | 16. – 24. September 2023 | Łódź   | 2      | Polen                   |
| Weltrangliste                       | 17. Juni 2024            | —      | 5      | China                   |
| Weltrangliste                       | 17. Juni 2024            | —      | 5      | Kenia                   |
| Weltrangliste                       | 17. Juni 2024            | —      | 5      | Italien                 |
| Weltrangliste                       | 17. Juni 2024            | —      | 5      | Japan                   |
| Weltrangliste                       | 17. Juni 2024            | —      | 5      | Niederlande             |
| Gesamt                              | Gesamt                   | Gesamt | 12     | 12                      |

### Olympische Qualifikationsturniere

#### Teilnehmer
Folgende Nationen konnten sich über die Weltrangliste mit Stand vom 17. Oktober 2022 eine Teilnahme an den Qualifikationsturnieren sichern. Die besten 24 Nationen waren dabei. Es fehlten Gastgeber Frankreich, das einen Quotenplatz bereits sicher hatte, und die russische Mannschaft, die aufgrund des russischen Überfalls auf die Ukraine ausgeschlossen war.
| Serbien (1)                                            | Italien (2)                 | Brasilien (3)  | Vereinigte Staaten (4) | China (5)        | Japan (6)        |
| Türkei (7)                                             | Dominikanische Republik (9) | Polen (10)     | Belgien (11)           | Niederlande (12) | Deutschland (13) |
| Kanada (14)                                            | Thailand (15)               | Bulgarien (16) | Puerto Rico (17)       | Tschechien (18)  | Kolumbien (19)   |
| Mexiko (20)                                            | Argentinien (22)            | Südkorea (23)  | Ukraine (24)           | Slowenien (25)   | Peru (26)        |
| *Weltranglistenposition (17. Oktober 2022) in Klammern |                             |                |                        |                  |                  |

#### Gruppen
Die Auslosung der Gruppen fand am 17. März 2023 statt. China (Gruppe A), Japan (Gruppe B) und Polen (Gruppe C) haben als Ausrichternationen der jeweiligen Turniere ein Heimrecht. Folgende Mannschaften wurden einander zugelost:
| Gruppe A                | Gruppe B    | Gruppe C           |
| ----------------------- | ----------- | ------------------ |
| China                   | Japan       | Polen              |
| Serbien                 | Brasilien   | Italien            |
| Dominikanische Republik | Türkei      | Vereinigte Staaten |
| Niederlande             | Belgien     | Deutschland        |
| Kanada                  | Bulgarien   | Thailand           |
| Tschechien              | Puerto Rico | Kolumbien          |
| Mexiko                  | Argentinien | Südkorea           |
| Ukraine                 | Peru        | Slowenien          |